# Pilea trianthemoides
Pilea trianthemoides là loài thực vật có hoa trong họ Tầm ma. Loài này được (Sw.) Lindl. miêu tả khoa học đầu tiên năm 1821.